# بوگوتاک
بوگوتاک (انگلیسی: Bugotak) یک رودخانه در استان نووسیبیرسک کشور روسیه است.

## نگارخانه

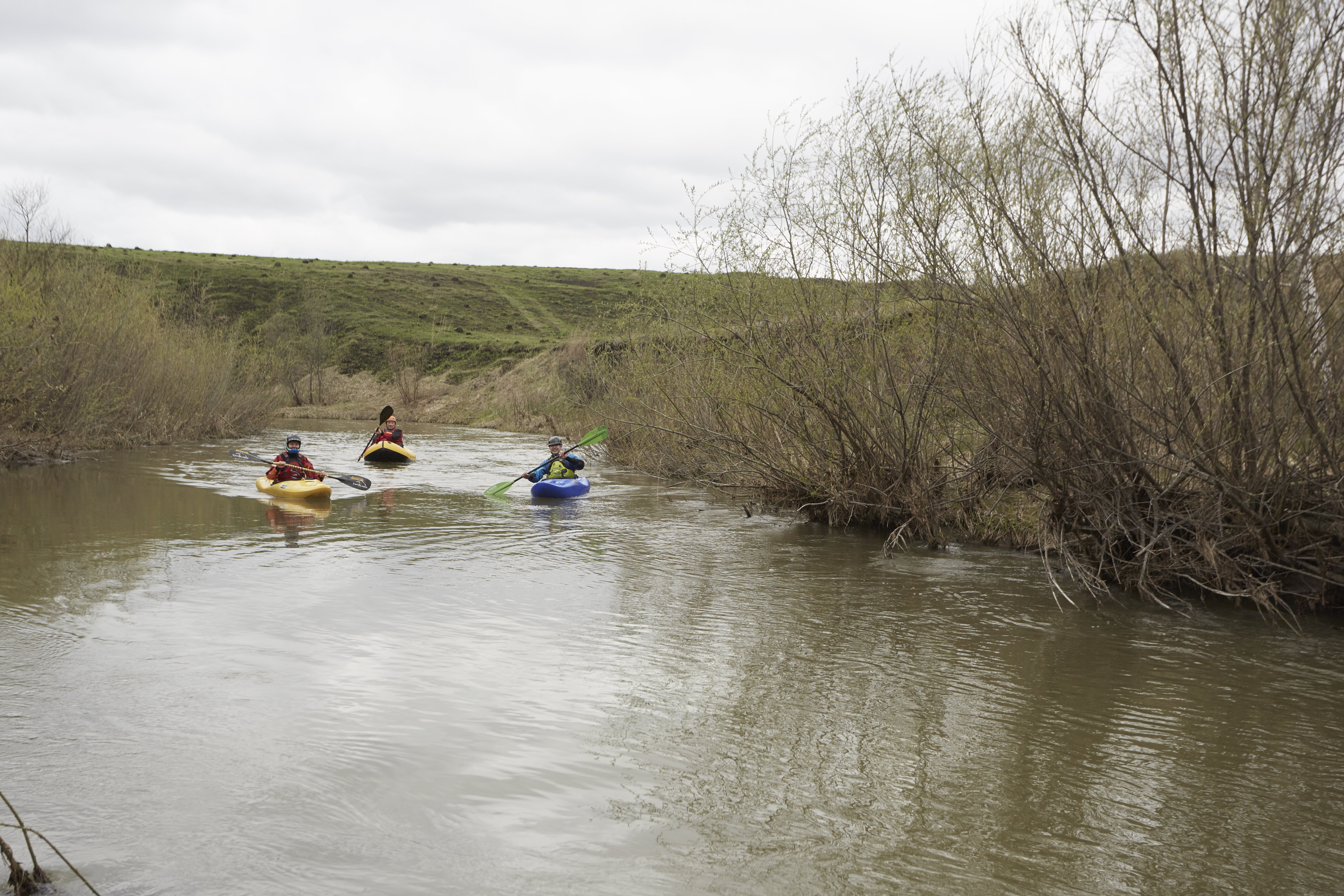
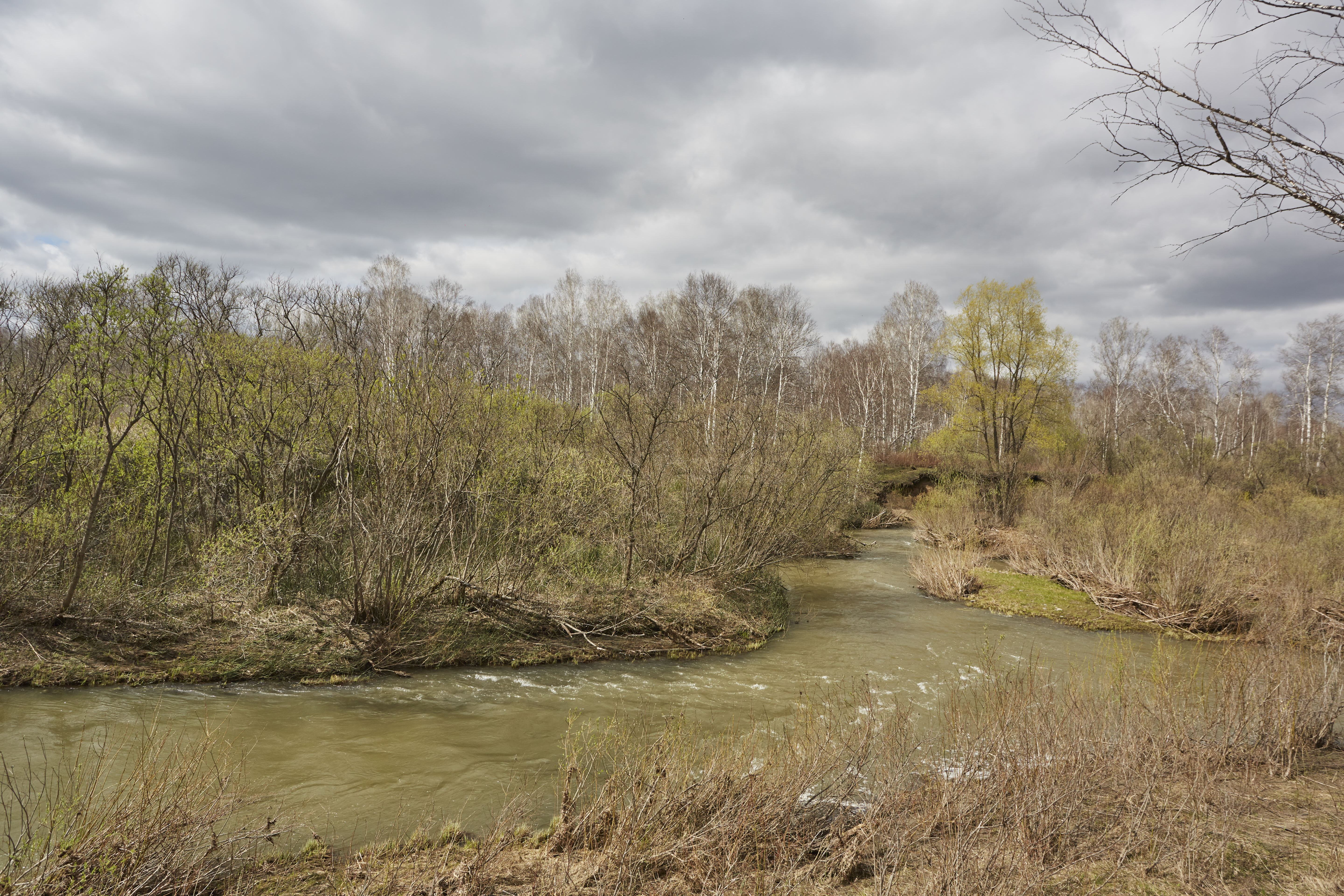
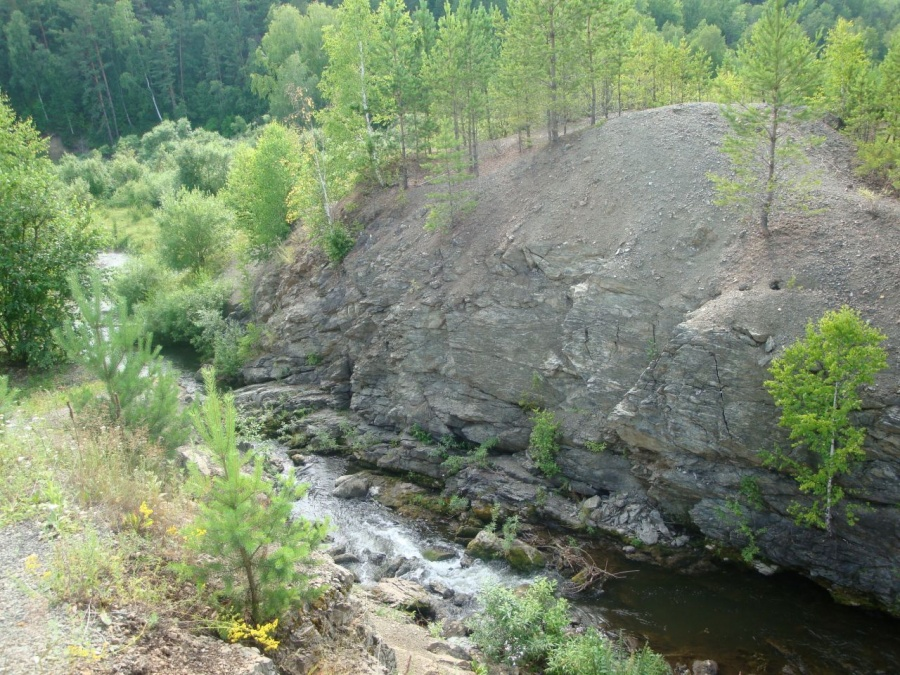
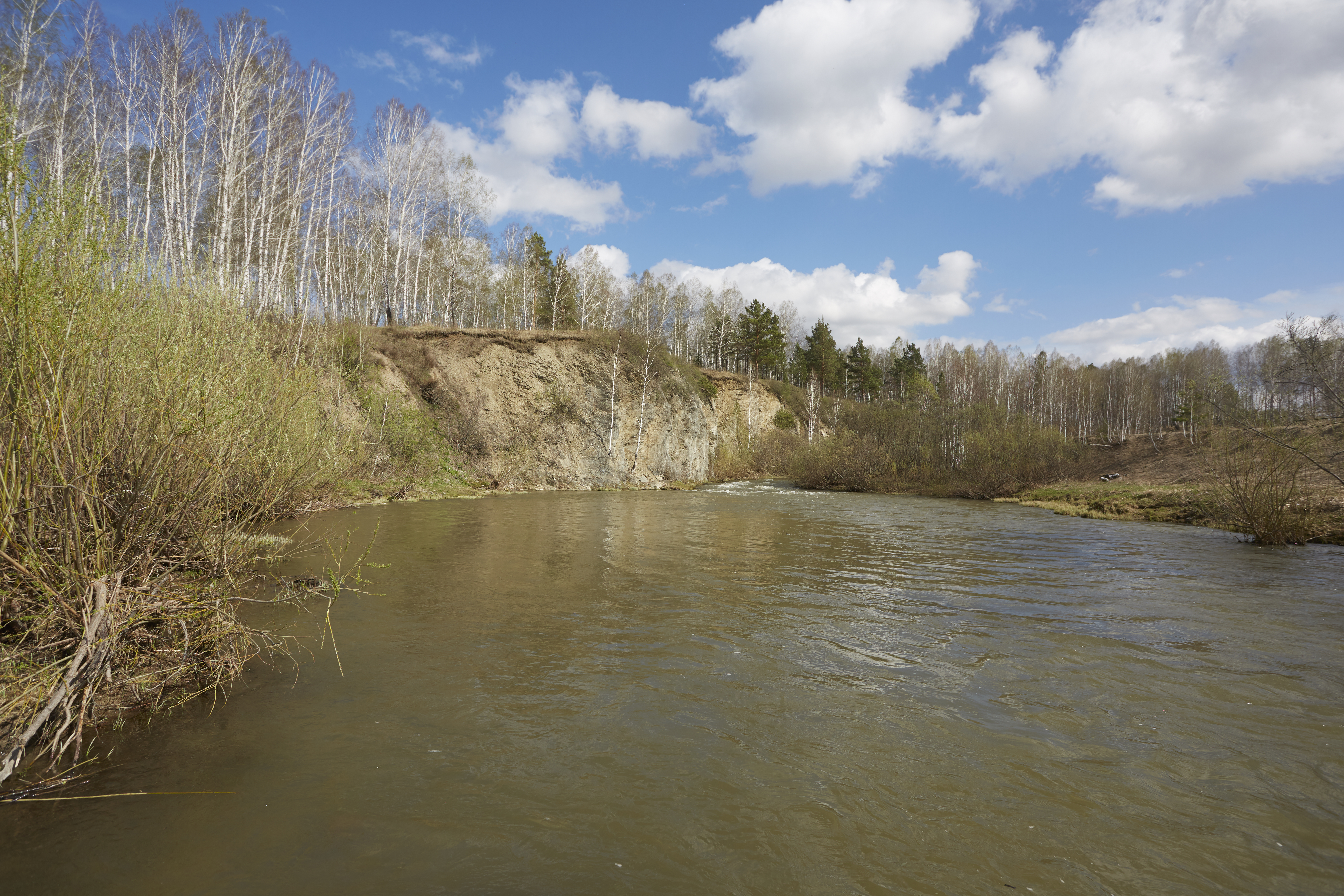